# Drumul Tătăresc

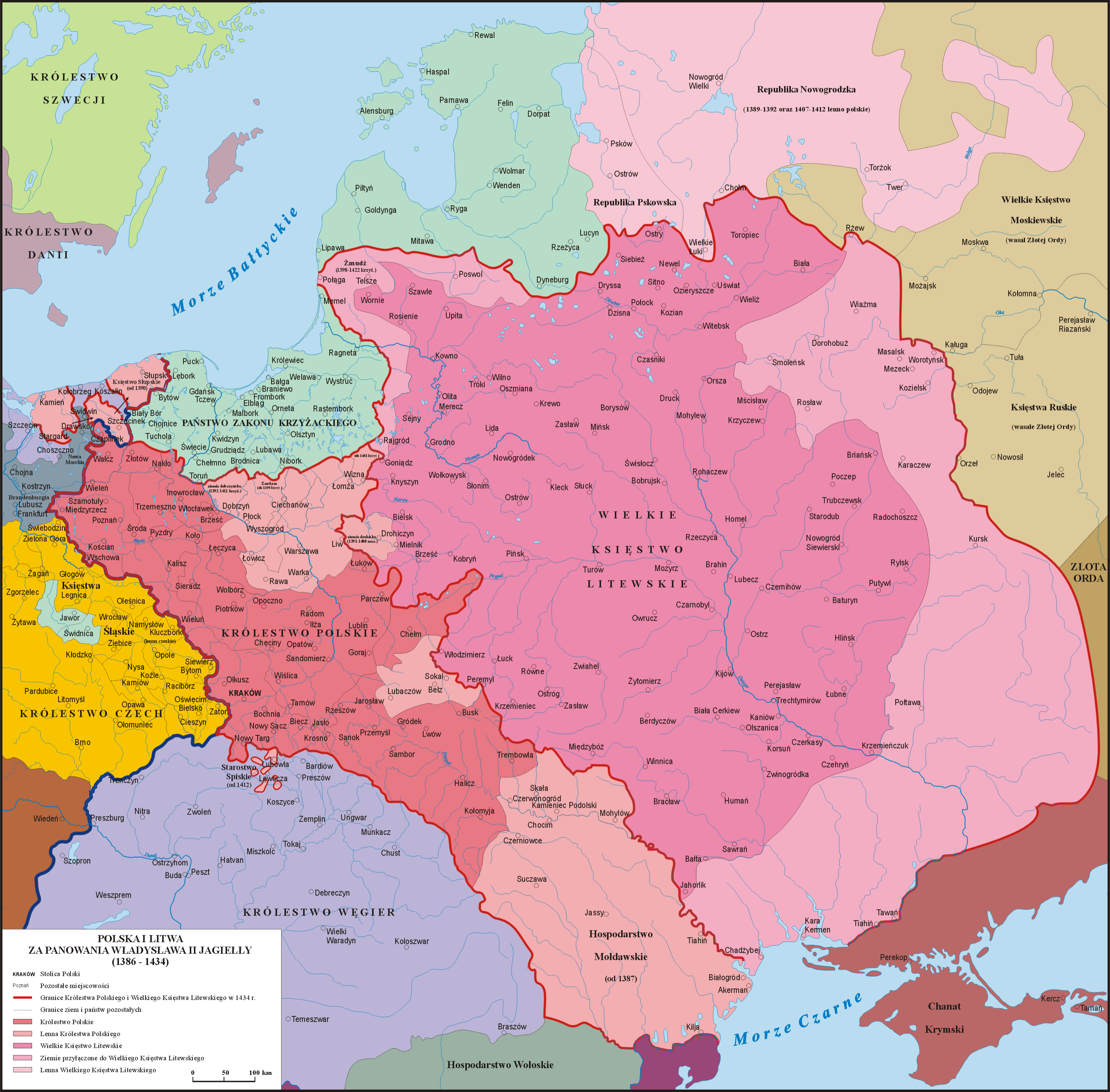
Marele Ducat al Lituaniei și Regatul Poloniei sub Vladislav al II-lea al Poloniei (1386 - 1434)

Drumul Tătăresc (Via Tartarica) a reprezentat porțiunea din drumul transcontinental dintre portul baltic Danzig și nord-vestul Mării Negre care, pornind din Liov utiliza aproximativ interfluviul dintre bazinele Nistrului și Bugului. Trecând prin Tarnopol și Camenița, acesta debușa la Caffa.
Existența sa a determinat în Moldova edificarea căilor de comunicație transversale care, veneau peste Carpați. Din a doua jumătate a secolului al XIV-lea rolul său a fost preluat de cealaltă variantă a comunicației dintre Regiunea Baltică și nord-vestul Mării Negre, Drumul Moldovenesc.

## Context
În porțiunea nordică, drumul transcontinental se conecta cu circuitul economic al Ligii Hanseatice care, avea centrul la Lübeck valorificând pentru negustorii Europei Nordice și Europei Centrale piața de desfacere de pe litoralul nordic și nord-vestic pontic.
| Imagine indisponibilă                                                        |  | Imagine indisponibilă |
| Rute comerciale, colonii și agenții comerciale venețiene în secolele XV/XVI. |  | Teritorii ale Republicii Genova (arealele de influență economică sunt figurate cu roz) în zona Mediteranei și a Mării Negre în jurul anului 1400. |

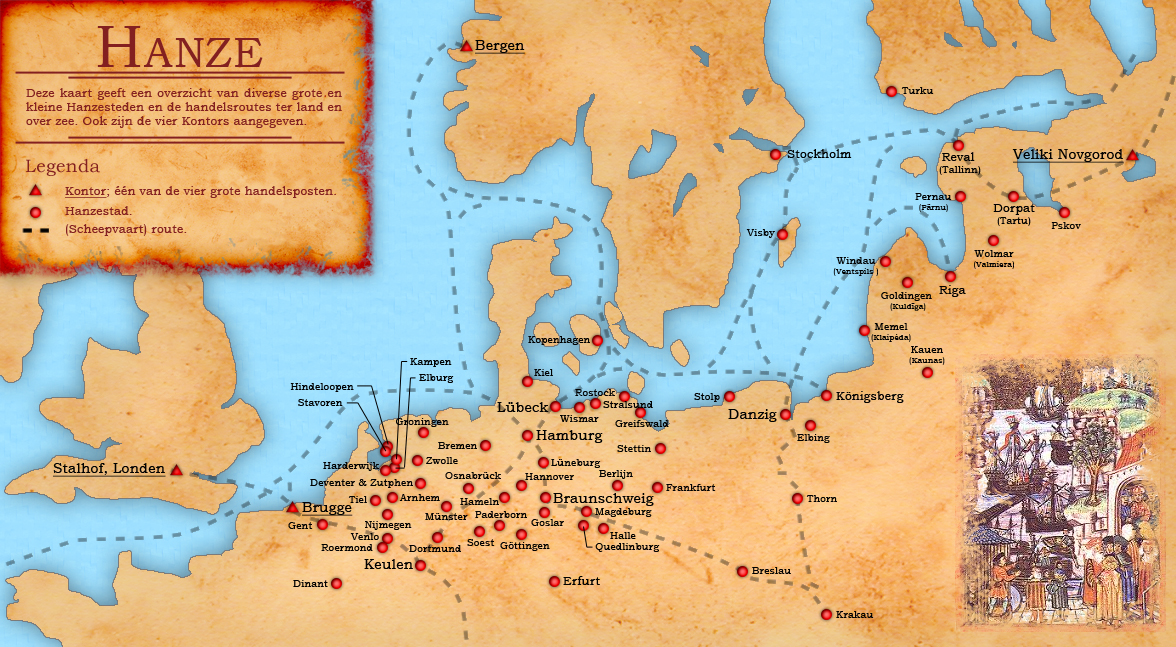
Orașele Ligii Hanseatice

Materializarea contactului dintre regiunile economice pontică și hanseatică prin traversarea teritoriilor din stânga Nistrului stăpânite de Hoarda de Aur, spre Caffa (de unde și denumirea de „drum tătăresc”), a fost determinată de accelerarea vieții economice a statului polonez. Cu rol de „șleah” principal, acest drum comercial a reprezentat în practică o reactivare a vechiului drum „de la varegi la greci”, scos din funcțiune în momentul marii invazii mongole.

Numit pe atunci Lemberg, orașul Liov a devenit în secolul al XIV-le centrul comercial principal al Galiției și a monopolizat legătura comercială terestră prin Podolia, cu centrele comerciale genoveze din sudul Rusiei, aceasta reprezentând unul dintre itinerariile comerciale continentale care stabileau contactul cu Orientul și asigurau schimbul cu produsele sale. Calea terestră se conecta prin Cracovia atât cu câmpia poloneză și Danzigul, cât și cu zona Lübeckului prin Breslau–Liegnitz–Leipzig.
Dinspre Marea Adriatică și Europa Centrală alte trasee veneau să se conecteze cu traseul spre  regiunea baltică. În dreapta Nistrului, populația existentă a fost antrenată spre fluxul principal dintre Liov și Caffa prin variantele care traversau Prutul.

Este de menționat Drumul Tătăresc reprezenta doar una dintre cele două variante a comunicației dintre Regiunea Baltică și nord-vestul Mării Negre, cealaltă variantă fiind reprezentată de Drumul Moldovenesc.

## Traseu
Drumul Tătăresc (în latină Via Tartarica a fost reprezentat de porțiunea din drumul transcontinental dintre portul baltic Danzig și nord-vestul Mării Negre care, pornind din Liov utiliza aproximativ interfluviul dintre bazinele Nistrului și Bugului.
Avea ca popasuri mai importante orașele Tarnopol și Camenița și debușa la Caffa.

## Evoluție
Cele două variante de comunicație dinspre nordul spre sudul istmului ponto-baltic au avut o evoluție diferită, datorită faptului că Drumul Tătăresc traversa o regiune de silvostepă deschisă spre stepele din nordul Mării Negre, fiind astfel mai vulnerabil. Ca și consecință, traseul moldovenesc a crescut în importanță, iar amplificarea conflictelor dintre tătari și creștini și extinderea dominației Marelui Ducat al Lituaniei spre litoralul pontic succesiv victoriei sale împotriva tătarilor la Apele Albastre în 1362 sau 1363 au determinat stoparea folosirii Drumului Tătăresc de către polonezi.

## Rol în Moldova
Edificarea căilor de comunicație transversale din Moldova care, veneau peste Carpați, s-a făcut inițial în relație cu Drumul Tătăresc, putându-se identifica trei aliniamente pe direcția est-vest ale principalelor orașe moldovenești:
- Cernăuți–Hotin care intersecta Nistrul prin Drumul Hotinului la Moghilău[9]
- Câmpulung Moldovenesc–Suceava–Botoșani–Ștefănești (Prut)–Bălți–Soroca spre Iampol[9]
- un aliniament nu foarte bine conturat pornind din Ținutul Neamțului și Bacăului spre Roman–Târgu Frumos–Iași–Țuțora, iar mai apoi spre Lăpușna și Orhei.[9]

## Alte atribuiri ale numelui
Sintagma Drumul Tătăresc se găsește folosită și în legătură cu comunicația Suceava–Caffa care, desprinzându-se din Iași intercepta prin Lăpușna vadul de la Tighina, între Tighina și Caffa aceasta fiind practic o variantă a Drumului Tătăresc.